# Lanternarius parrotus
Lanternarius parrotus är en skalbaggsart som beskrevs av José Fernando Pacheco 1964. Lanternarius parrotus ingår i släktet Lanternarius och familjen strandgrävbaggar. Inga underarter finns listade i Catalogue of Life.